# Musikföreningen i Stockholm

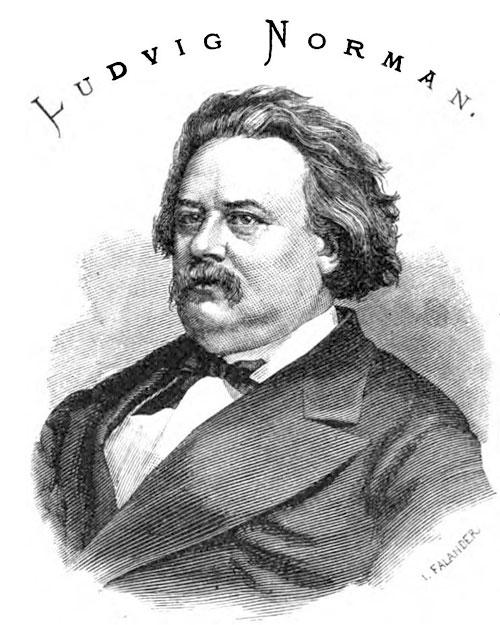
Ludvig Norman

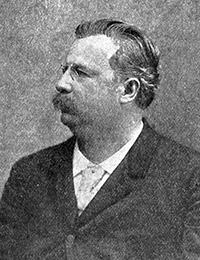
Vilhelm Svedbom

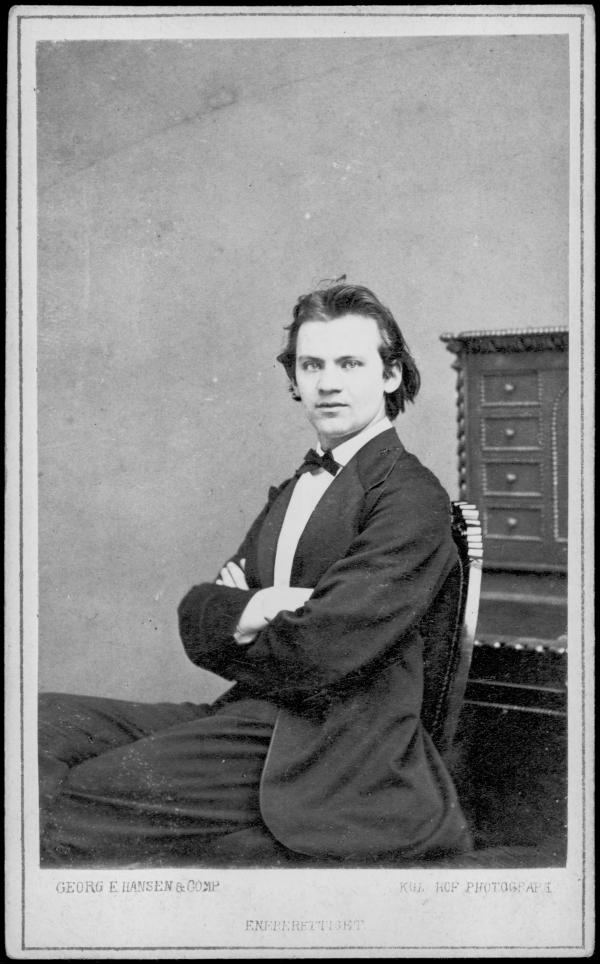
Franz Neruda

Musikföreningen i Stockholm grundades 1880 av förste hovkapellmästaren Ludvig Norman och sekreteraren vid Musikaliska Akademien Vilhelm Svedbom, därför att det då uppstått ett akut behov en ny, stor oratoriekör i Stockholm.
Första konserten gavs 1881 med Händels Messias. Kören och Hovkapellet dirigerades av Ludvig Norman. Särskilt stor betydelse hade dirigenten Franz Neruda, som ledde 70 konserter i följd, 1891–1915.
Den 100:e konserten gavs 1916, med musik av sex svenska tonsättare. Konserten dirigerades av Victor Wiklund, vilken var föreningens dirigent 1915–1924, varefter verksamheten avstannade.
År 1928 ombildades föreningen till Musikföreningens stiftelse för belönande av svensk tonkonst med kamrer Hugo Hennig som ordförande. Det första tonsättarstipendiet, 4 500 kronor, gick till Hugo Alfvén år 1936. Ordförande var då tonsättaren Oskar Lindberg, organist i Engelbrektskyrkan.
Sven Wilson, STIM-chef, blev ordförande 1955 och därefter har Musikföreningens ordförande varit:
- Lars-Johan Norrby 1985
- Berit Lindholm 1991 (vice ordf. 1988–1990)
- Eskil Hemberg 2001
- Kai-Inge Hillerud 2005
- Lars-Johan Norrby 2009
- Carl Magnus Billström 2018

## Stipendiater
- 1936 – Hugo Alfvén
- 1937 – Erik Åkerberg
- 1939 – Josef Jonsson
- 1941 – Josef Eriksson och Ture Rangström
- 1942 – Natanael Berg
- 1943 – Hilding Rosenberg
- 1944 – Gösta Nystroem
- 1945 – Otto Olsson
- 1947 – Ivar Widéen
- 1948 – Moses Pergament
- 1949 – Adolf Wiklund
- 1951 – Gunnar de Frumerie
- 1952 – Oskar Lindberg
- 1953 – Kurt Atterberg
- 1954 – David Wikander
- 1955 – Lars-Erik Larsson
- 1956 – Edvin Kallstenius
- 1957 – Albert Henneberg
- 1958 – John Fernström
- 1960 – Gottfrid Berg
- 1962 – Dag Wirén
- 1964 – Erland von Koch
- 1966 – Maurice Karkoff
- 1969 – Torbjörn Iwan Lundqvist
- 1972 – Sven-Erik Johansson
- 1974 – Eskil Hemberg
- 1977 – Torsten Nilsson
- 1980 – Lars Johan Werle
- 1982 – Lars Edlund
- 1984 – Arne Mellnäs
- 1988 – Sven-David Sandström
- 1990 – Jan Åke Hillerud
- 1992 – Gunnar Hahn
- 1994 – Ingvar Lidholm
- 1996 – Karin Rehnqvist
- 1998 – Nils Lindberg
- 1999 – Anders Öhrwall
- 2000 – Jan Sandström
- 2001 – Thomas Jennefelt
- 2002 – Carl Unander-Scharin
- 2004 – Gunnar Eriksson
- 2006 – Hans Gefors
- 2007 – Paula af Malmborg Ward
- 2008 – Anders Hillborg
- 2009 – Jonas Bohlin
- 2010 – Anna Cederberg-Orreteg och Fredrik Sixten
- 2011 – Anders Nilsson
- 2012 – Sven-David Sandström
- 2013 – Anders Eliasson
- 2014 – B. Tommy Andersson
- 2015 – Anders Hultqvist och Catharina Palmér
- 2016 – Victoria Borisova-Ollas och Daniel Börtz
- 2017 - Tebogo Monnakgotla och Bo Hansson
- 2018 - Mattias Sköld och Jacob Mühlrad
- 2019 - Agneta Sköld och Johannes Jansson
- 2020 - Andrea Tarrodi och Steve Dobrogosz
- 2022 - Jonas Dominique
- 2023 - Michael Waldenby och Daniel Nelson
- 2024 - Albert Schnelzer och Georg Riedel
- 2025 - Anna-Karin Klockar, Staffan Storm och Matthew Peterson